# Звезда Востока (журнал)
«Звезда́ Восто́ка» (узб. Sharq yulduzi) — советский литературно-художественный журнал Союза писателей Узбекской ССР, ныне  журнал Союза писателей Узбекистана. Единственный в Узбекистане периодический литературный журнал, выходящий на русском языке. Издаётся в Ташкенте.

## История
Старейший журнал в Центральной Азии.
Основан в сентябре 1932 года под названием «Советская литература народов Средней Азии». После I Всесоюзного съезда советских писателей в 1934 году был преобразован и с 1935 года выходил под названием «Литературный Узбекистан».
С конца 1937 года и до начала Великой Отечественной войны издавался под названием «Литература и искусство Узбекистана».
С мая 1946 года выходит с нынешним названием «Звезда Востока».
В советское время часто менял своё литературное лицо, долгое время отдавая страницы так называемому «социалистическому реализму».
В сороковые-пятидесятые годы журнал был перенасыщен традиционными историями на «производственные» и «колхозные» темы.
Но тем не менее, на фоне рутинного существования журнала в советскую эпоху выделяется ряд ярких страниц. В частности в 1959 году Константин Симонов, живший тогда в Ташкенте, опубликовал в журнале фрагменты романа «Живые и мёртвые», а в 1967 году после ташкентского землетрясения был издан специальный выпуск № 3, для которого предоставили материалы известные писатели Москвы и Ленинграда, — гонорар от публикаций перечислялся в фонд восстановления Ташкента.
В 1991—1996 журнал пережил высшую ступень своего развития. На страницах «Звезды Востока» публиковались не только наиболее яркие авторы Узбекистана — прежде всего, представители Ферганской школы русского стиха, — но и видные поэты и прозаики из Москвы, Санкт-Петербурга, Риги, а переводной раздел журнала, знакомивший читателей с зарубежной литературой XX века, был лучшим на всем постсоветском пространстве. В то время в «Звезде Востока» — почти впервые — был опубликован русский перевод «Корана». Один из немногих — регулярно публиковал на своих страницах романы и повести в жанрах приключений и фантастики.
Тираж доходил до 250 тысяч экземпляров.
В 1992 году «Звезда Востока» вошла в шорт-лист Малой Букеровской премии, присуждавшейся за лучший русский литературный журнал за пределами российских границ.
Однако в 1996 году журнал был разгромлен в результате кампании в официальной узбекской прессе, всё руководство было вынуждено подать в отставку, и на протяжении последующего десятилетия «Звезда Востока» никак не заявляла о себе в масштабах русской литературы.
В 2006 году прекратил деятельность, возобновил её в начале 2007 года. Тогда была предпринята кратковременная и безуспешная попытка восстановления журнала под руководством Алексея Устименко.
в 2009 году вновь произошла реорганизация издания. Была образована новая, объединенная и единая для двух журналов редакция — («Звезда Востока» — «Шарк Юлдузи»). Издание приобрело новое лицо.
«Звезда Востока» стала частью единого двуязычного проекта с выходящим на узбекском языке журналом «Шарк Юлдузи».

## Рубрики
В журнале 11 рубрик:
- «Поэзия»
- «Проза»
- «Караван истории»
- «Переводы»
- «Новые имена»
- «Возвращение к читателю»
- «Философия искусства»
- «Мир глазами детей»
- «Литературоведение. Литературная критика»
- «Духовное наследие Востока»
- «Публицистика»

## Авторы
На его страницах публиковались многие писатели и поэты, ставших ныне классиками в своих жанрах, в том числе:
- Белла Ахмадулина,
- Исаак Бабель,
- Сергей Бородин,
- Михаил Булгаков,
- Андрей Вознесенский,
- Евгений Евтушенко,
- Явдат Ильясов,
- Осип Мандельштам,
- Константин Симонов
- Александр Файнберг

## Некоторые главные редакторы
- Александр Удалов
- Михаил Шевердин
- Вячеслав Костыря (1966—1967)[2]
- Сабит Мадалиев
- Николай Красильников[4]
- Сухроб Мухаммедов
- Алексей Устименко (2006—2009)[5]
- Улугбек Хамдам (2009—2015)
- Сирожиддин Рауф (с 2015 по н. в.)